# Соонурмеська сільська рада
Со́онурмеська сільська рада (ест. Soonurme külanõukogu, рос. Соонурмеский сельский совет) — сільська рада в Естонській РСР, адміністративно-територіальна одиниця в складі повіту Вірумаа (1945—1949), Йигвіського повіту (1949—1950) та Ківіиліського району (1950—1954).

## Населені пункти
Сільській раді підпорядковувалися населені пункти:
села: Арувялья (Aruvälja), Кульє (Kulje), Гірмузе (Hirmuse), Соонурме (Soonurme), Мегіде (Mehide), Сіртсі (Sirtsi), Таґамаа (Tagamaa) та поселення Гірмузе (Hirmuse asundus).

## Історія
13 вересня 1945 року на території волості Майдла у Віруському повіті утворена Соонурмеська сільська рада з центром у селі Соонурме.
25 лютого 1949 року сільрада разом з волостю Майдла відокремлена від повіту Вірумаа, ставши складовою частиною утвореного повіту Йигвімаа.
26 вересня 1950 року, після скасування в Естонській РСР повітового та волосного поділу, сільська рада ввійшла до складу новоутвореного Ківіиліського сільського району.
17 червня 1954 року в процесі укрупнення сільських рад Естонської РСР Соонурмеська сільська рада ліквідована, а її територія поділена між Майдлаською та Сондаською сільськими радами.